# داريوس هاميلتون
داريوس هاميلتون (بالإنجليزية: Darius Hamilton)‏ هو لاعب كرة قدم أمريكية أمريكي، ولد في 29 ديسمبر 1993 في Woodland Park, New Jersey ‏ في الولايات المتحدة.